# Adolph Johannes Fischer

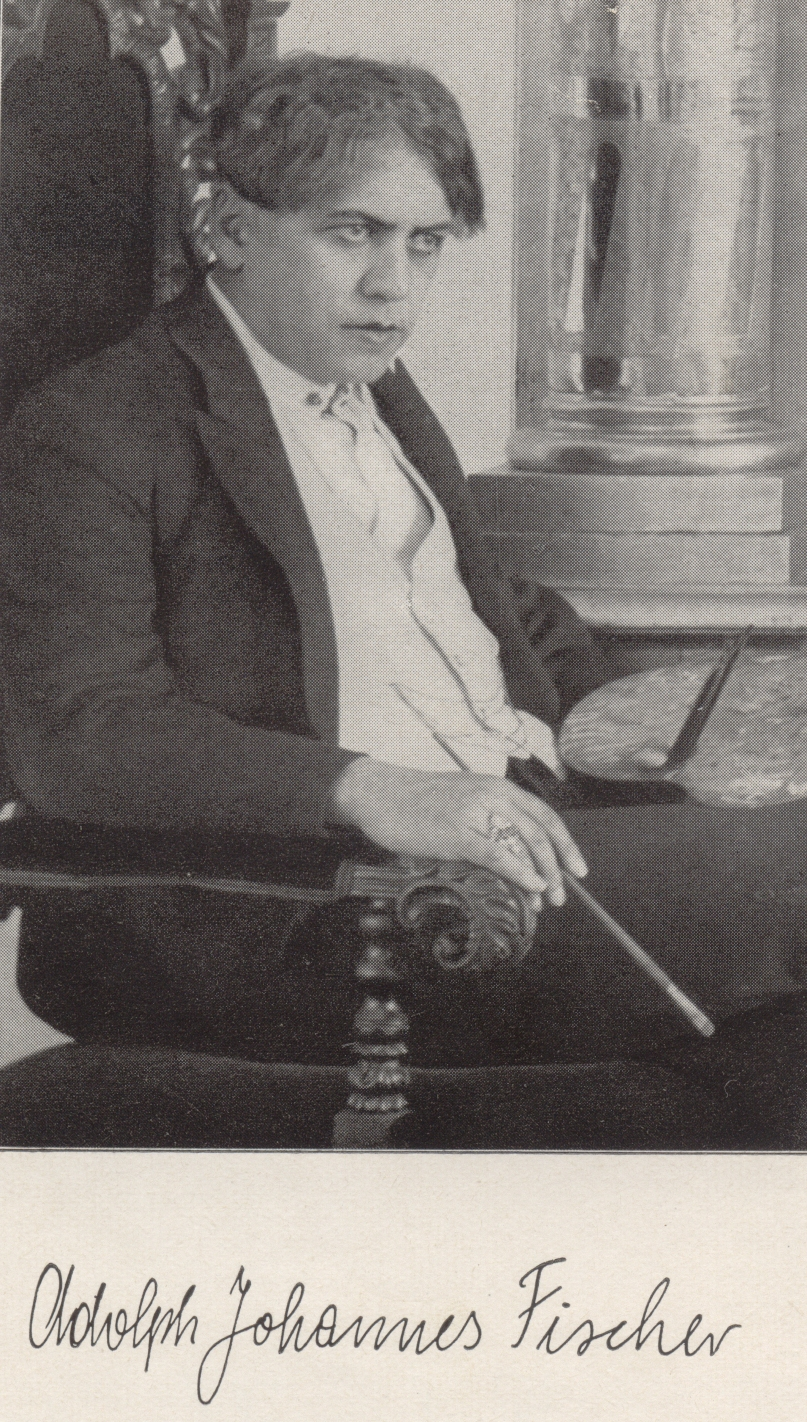
Adolph Johannes Fischer, Porträt mit Pinsel und Palette, eigenhändig signiert

Adolph Johannes Fischer (* 7. Juli 1885 in Gmunden, Oberösterreich; † 22. November 1936 in Salzburg) war akademisch ausgebildeter Maler, Schriftsteller, Kunstsammler, Kunsthistoriker und Mittelschullehrer, der seine Wiederentdeckung den künstlerischen Auswirkungen seiner 1928 in Salzburg erfolgten Begegnung mit James Joyce verdankt.

## Leben und Werk

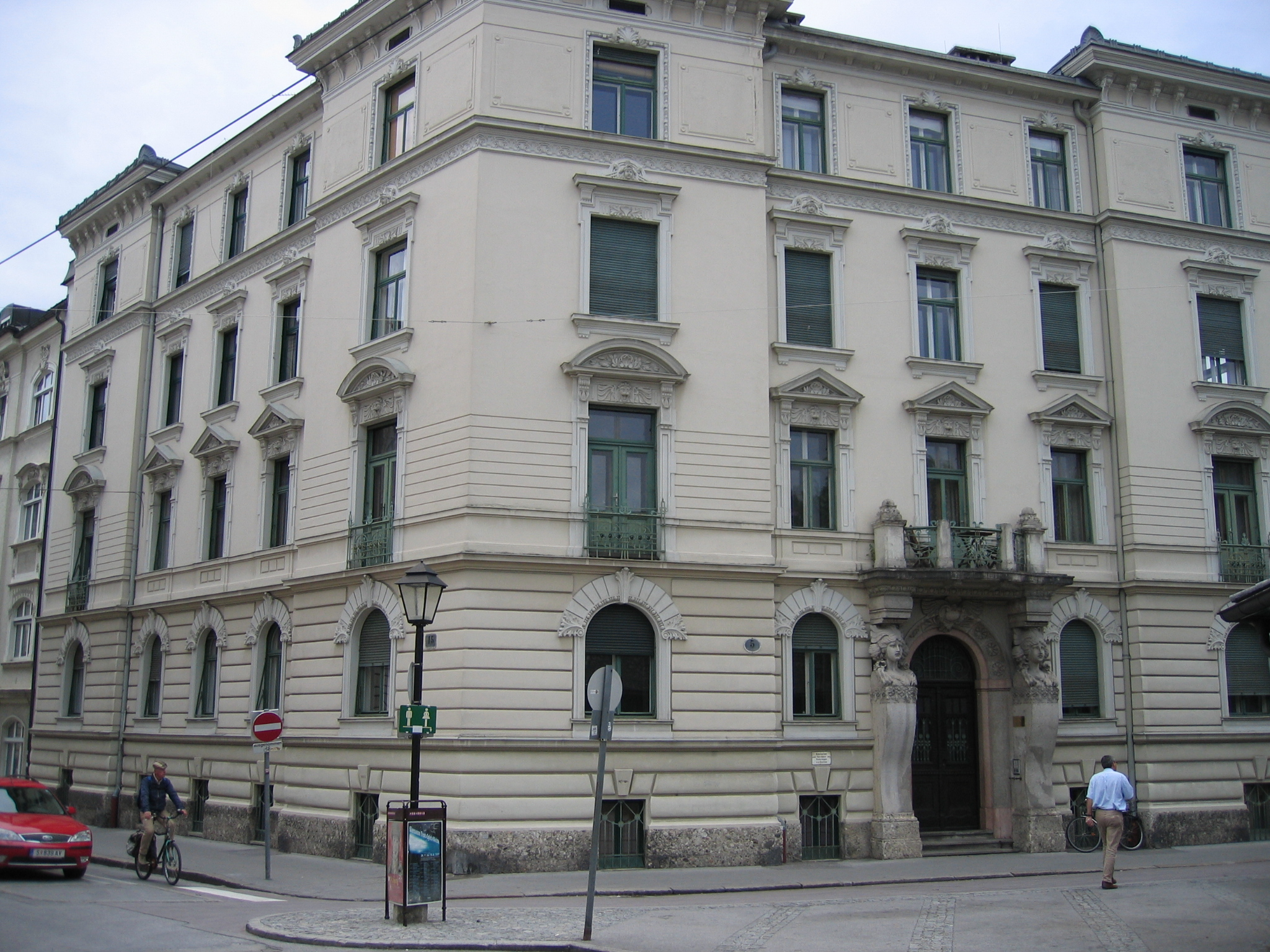
Jakob Ceconis Jugendstil-Wohnhaus (Salzburg, Haydnstraße 5), wo Fischer von 1918 bis 1936 gelebt hat

Schon früh war Fischer als Maler so angesehen, dass seine Bilder im Herrenhaus, im Linzer Museum Francisco-Carolinum sowie in der Kaiservilla in Bad Ischl hingen. Für sein 1908 als Geschenk des Salzkammerguts zum 60-jährigen Regierungsjubiläum gemaltes Aquarell Empfang Franz Josephs I. durch Kinder in Ischl wurde er vom Jubilar mit der „Allerhöchsten Anerkennung“ ausgezeichnet. Dennoch ließ Fischer seine bildnerische und schriftstellerische Tätigkeit allem Anschein nach bald ruhen. Erst in den 1920er Jahren veröffentlichte er in seiner Wahlheimat Salzburg seine Jugendgedicht-Bände (Die versunkene Stadt, Satan) und den Roman Ich suche Myriam (1924). Später folgten die Novelle Die Dame mit dem Brokatmuff (1931) sowie der expressionistische Science-Fiction-„Abenteurer-Roman“ Zwei Männer spielen um die Welt (1932), der ihn auch einer breiteren Öffentlichkeit bekannt macht.
Fischers früher Tod, die unterlassene Pflege seines Werkes und Nachlasses, der baldige Verkauf seiner berühmten Gemälde- und Gotik-Sammlung, die dadurch in alle Winde zerstreut wurden, führten dazu, dass sein Leben und Werk rasch aus dem öffentlichen Bewusstsein verschwanden.
Dieses Versäumnis wird anschaulich durch die Tatsache illustriert, dass Fischers sterbliche Überreste, die Ende November 1936 in der Gmundner Familiengruft bestattet wurden, schon 1954 gemeinsam mit denen seiner Ahnen aus dieser letzten Ruhestätte delogiert wurden, als das Grabmal in leerem Zustand an einen Nachmieter verkauft wurde, obwohl allein der Verkauf von Fischers Gotiksammlung Ende 1937 dem alleinerbenden Adoptivsohn Fritz Willy Fischer an die 33.000.- Schilling eingebracht hat, was im Jahr 2010 einem Wert von über 100.000.- Euro entspricht.

## Künstlerisches Elternhaus
Adolph Johannes Fischer wurde 1885 in eine angesehene oberösterreichische Künstlerfamilie geboren. Schon sein mit Franz Stelzhamer und Adalbert Stifter befreundeter Großvater Michael Fischer (* 1821, Aurolzmünster; † 1888, Linz) gestaltete als akademischer Graveur und Xylograph Metallplatten und Edelsteine.
Der Vater Adolf Fischer war akademischer Maler und Illustrator, der neben zahlreichen Aquarelllandschaften, Handzeichnungen, Ehrenurkunden und landschaftlichen Illustrationen unter anderem auch die Illustrationen zu Ferdinand Krackowizers dreibändiger „Geschichte der Stadt Gmunden“ (1898–1900) sowie zu den „Kinder- und Hausmärchen“ der Brüder Grimm gezeichnet hat.
Daneben war Adolf Fischer Zeichenlehrer an Gmundener Mittelschulen und Leiter einer landesbehördlich konzessionierten Zeichen- und Malschule. Als professioneller Kunstpädagoge unterrichtete er auch seinen Sohn Adolph Johannes, der in Gmunden bald als Wunderkind galt, weil er als Siebzehnjähriger seine erste Ausstellung hatte und das literarische Jugendwerk des Sechzehnjährigen, die Reim-Novelle „San Loretto“, Peter Roseggers freundliche Zustimmung erhalten hat: „Ich habe mich an der Form und dem Inhalt erbaut und beglückwünsche den Autor.“
Der Achtzehnjährige hat laut den „Annalen des k.k. naturhistorischen Hofmuseums“ dessen „Geologisch-paläontologischer Abteilung“ 1903 „verschiedene Photographien von Kriechspuren aus dem Flysch von Pinsdorf bei Gmunden“ geschenkt. Falls Fischer die Fotografien der archäologisch rätselhaften Funde, über die sich am 17. Juli 1911 auch Ernst Haeckel schriftlich geäußert hat, selbst aufgenommen, nicht nur gekauft hat, was aber anhand der im Wiener Naturhistorischen Museum befindlichen Fotografien nicht mehr zweifelsfrei geklärt werden kann, wären diese eine Art Prä-Fluviana.

## Künstlerische Ausbildung

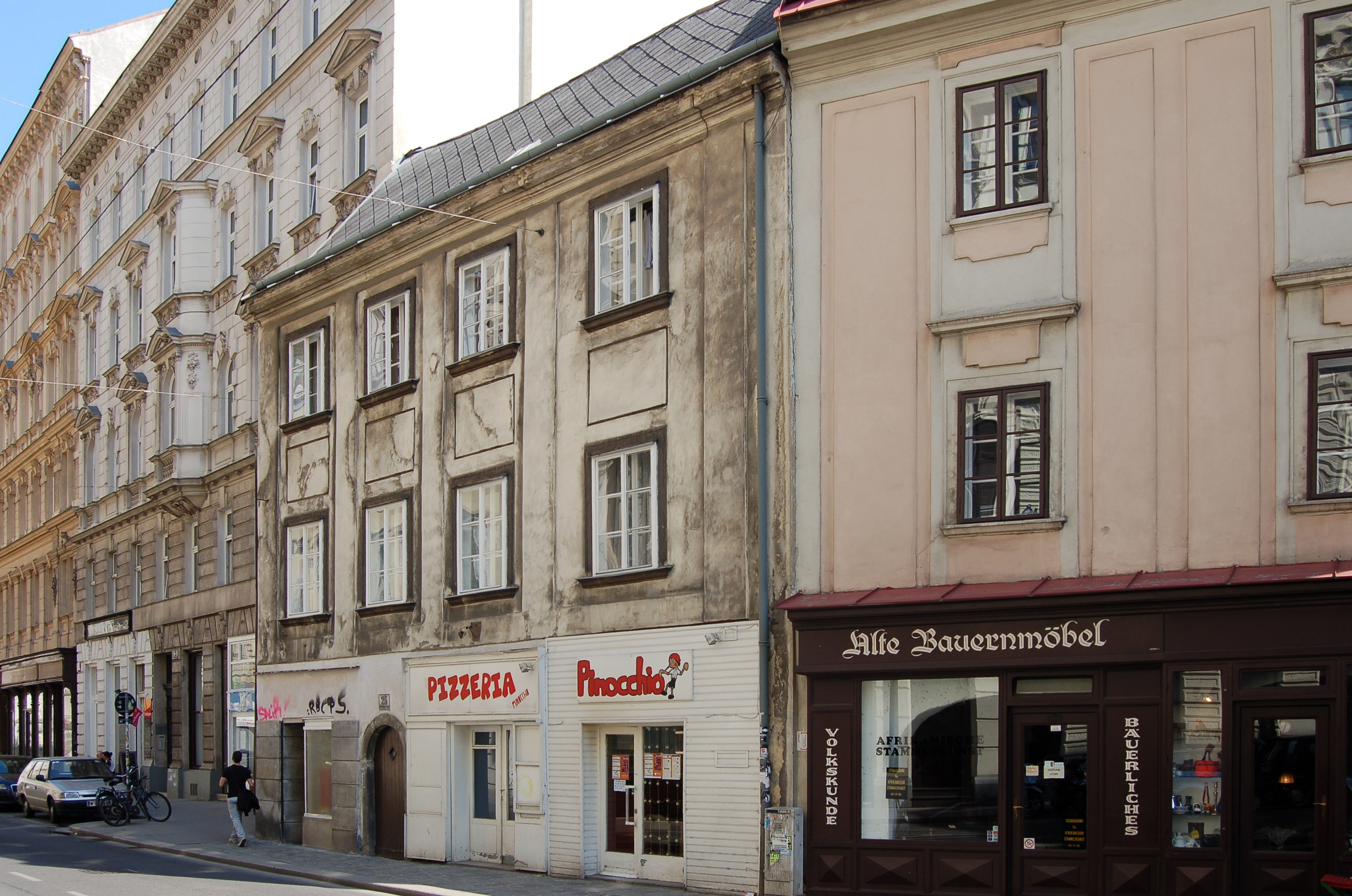
Im Miethaus „Zum grünen Kleeblatt“ (Neustiftgasse 25) wohnte Fischer während seines Studiums in Wien

Nach der Matura studierte Adolph Johannes Fischer an der Universität Wien Kunstgeschichte, klassische Archäologie, Germanistik und Philosophie. Daneben besuchte er die Wiener Kunstgewerbeschule, wo er zwischen 1904 und 1906 gemeinsam mit Anton Kolig und Oskar Kokoschka Anton von Kenners „Abteilung für Lehramtscandidaten des Freihandzeichnens an Mittelschulen“ besuchte. Anschließend studierte er an der allgemeinen Maler- und Meisterschule der Akademie der bildenden Künste bei den Professoren Christian Griepenkerl und Rudolf Bacher und war Meisterschüler von Kasimir Pochwalski. Im Jahr 1911 dissertierte er zwar bei Max Dvořák und Josef Strzygowski über „Die Wiener Kupferstecher 'Schmuzer' im 18. und 19. Jahrhundert“, trat aber aus bislang unbekannten Gründen nicht zum Rigorosum an, weshalb zwar seine Dissertation gerade noch approbiert, Fischer selbst aber nicht promoviert wurde (Somit zählt Fischer zu jener kleinen Minderheit von Studienabbrechern, die eine approbierte Dissertation verfasst, aber mangels bestandenem Rigorosum keinen Doktorgrad erhalten haben).
Der Schriftsteller Felix Braun beschreibt in seiner 1949 veröffentlichten Autobiografie „Das Licht der Welt“ seinen mit Franz Theodor Csokor befreundeten Studententage-Freund Adolph Johannes Fischer, der ihm bei den Vorlesungen von Franz Wickhoff und Friedrich Jodl als Art „romantischer oder savoyardischer Jüngling“ aufgefallen war. Wenig später stellte sich Fischer Braun selbstbewusst als Dichter vor. Brauns Memoiren verdanken wir den Hinweis, dass Fischer auch mehrere Musikinstrumente, darunter die italienische Streichmandoline, spielte, sowie eine detaillierte Zeitzeugenbeschreibung Fischers.

## Lehr- und Künstlertätigkeit
Nach Abschluss des Lehramtsstudiums kehrte Fischer 1909 in seine Heimatstadt Gmunden zurück, wo im August 1907 vom „Gmundner Saisontheater“ sein Einakter „Nitokris“ aufgeführt worden war. Wie sein 1908 verstorbener Vater, dessen 1887 gegründete, landesbehördlich konzessionierte Zeichen- und Malschule er fortführte, unterrichtete Fischer am Gmundner Gymnasium Zeichnen (sowie Mathematik und Darstellende Geometrie) und malte im Auftrag der Stadt Gmunden sowie des Salzkammergutes für diverse Herrscherhäuser und deren Umfeld. Weiters gestaltete Fischer anlässlich des „50 Jahr“-Jubiläums der „Kurstadt Gmunden“ 1911 das Jubiläumsfestschiff der Stadtgemeinde und Kurkommission Gmunden für den großen Kurstadt-Jubiläums-Blumenkorso auf dem Traunsee.
Während des Ersten Weltkriegs schuf er für die oberösterreichische Stadt Enns das „Eiserne Edelweiß“, einen für die öffentliche Benagelung gedachten Wehrschild, der die Bevölkerung zu Spenden für die Witwen und Waisen, der im Weltkrieg ums Leben gebrachten Männer anhalten sollte und seit 2011 im „Tirol Panorama“ ausgestellt wird: „Der Wehrschild, ein großes Edelweiß, das dem Regiment verliehene Feldzeichen, wurde in mächtiger monumentaler Wirkung von Professor Ad. Joh Fischer geschaffen, der auf Einladung des Offizierskorps der erhebenden Feier beiwohnte. Der Wehrschild wird zur Vernagelung auch an die Front gesendet und sodann im Regimentsmuseum ausgestellt werden.“
Nach dem Tod seiner Mutter Julie Fischer (26. Jänner 1850 – 23. November 1917) übersiedelte Fischer Anfang 1918 nach Salzburg, wo er am k.k. Staatsgymnasium Zeichnen, Mathematik, Schreiben und Kunstwissenschaft unterrichtete und 1921 Vorbereitungen für die Adoption des damals 18-jährigen Friedrich Wilhelm Heinrich Christoph Edler von Güllern traf, die 1925 offiziell erfolgt ist, deren Beweggründe aber vorerst nicht zu eruieren sind.

## Schriftsteller und Kunstsammler
Neben seiner Unterrichtstätigkeit wendet sich Fischer in Salzburg wieder der Literatur zu. Er veröffentlicht zwei Bände mit Jugendgedichten („Die versunkene Stadt“, 1923; „Satan“, 1923) und den Roman „Ich suche Mirjam“ (1924). Gelegentlich schreibt er auch für Zeitungen und Zeitschriften. Zudem wird er eingeladen, im Rahmen des „VI. Internationalen Kongresses für Zeichnen, Kunstunterricht und angewandte Kunst in Prag“ (29. Juli – 5. August 1928), wo auch Zeichnungen seiner Schüler ausgestellt werden, einen Vortrag über „Neue Wege der Kunsterziehung“ zu halten.
Die Entstehungsgeschichte von Fischers wertvoller Gemälde- und Gotik-Sammlung, die weit über die Landesgrenzen hinaus berühmt war, ist nicht bekannt – möglicherweise hat er sie von seinem Vater geerbt. Sicher ist, dass seine mit kostbaren gotischen Plastiken, Bildern und wertvollen Kunstgegenständen ausgestattete Wohnung, in dem von Jakob Ceconi geplanten und erbauten Haus Haydnstraße 5, von der Salzburger Festspielprominenz als Sehenswürdigkeit wahrgenommen wurde: „Sein Prunkstück, um dessentwillen Kenner aus aller Welt sich in seinem Atelier, die seine Wohnung auch war, einfanden, ist eine herrliche gotische Madonna, die Schöne Madonna genannt; wenn er die edle Schönheit dieser Statue vollends zeigen wollte, verdunkelte er den Raum und ließ das herrliche Madonnenprofil im sanften Kerzenschein bewundern.“

## Begegnung mit James Joyce
Die bekanntesten Besucher der Wohnung, die laut Zeitungsberichten „einem Museum oder einer Galerie“ glich, waren Marlene Dietrich und der im Sommer 1928 in Salzburg urlaubende irische Schriftsteller James Joyce, den Fischer damals kennenlernte und für das Salzburger Volksblatt porträtiert hat. Das geschriebene Porträt erfreute Joyce so sehr, dass er „Prof. Fischer“ eigens die jüngste Ausgabe der Avantgarde-Zeitschrift „Transition“ mit dem jüngsten Kapitel seines „Work in Progress“ zusenden ließ.
Künstlerische Ergebnisse dieser Begegnung sind eine Joyce-Lithographie, die sich im „Salzburg Museum“ befindet sowie vier Schwarz-Weiß-Fotografien, die Fischer im bayerischen Raitenhaslach von Salzach-Schwemmholz angefertigt hat, die über Joyce’ Vermittlung mit dem Urheberrechtsvermerk „Photo Fischer, Salzburg“ 1929 unter dem Titel „Fluviana“ in der zuvor erwähnten Zeitschrift „Transition“ veröffentlicht wurden, aber seit 1974 dennoch immer wieder Joyce und seinem Werk zugeschrieben und zum Anlass genommen werden, Joyce zum Konzept- bzw. Objektkünstler zu stilisieren, der er nicht ist: Schließlich stammen die Fotos der Schwemmgut-Exponate von Fischer und die fotografierten Schaustücke sowie deren Bezeichnungen vom Raitenhaslacher Gastwirt und Gemeinderatsmitglied Johann Baptist Pinzinger, der die kuriosen Strandgut-Exponate in seinem Karl Valentinesken-„Salzach-Museum“ ausgestellt hat, das Joyce im Sommer 1928 gemeinsam mit Fischer besucht hat.

## Literarischer Schwerpunkt und früher Tod
Ab Ende der 1920er Jahre versuchte sich Fischer verstärkt in mehreren literarischen Gattungen: Er schrieb die unveröffentlichte Komödie Lu und der Tiger (o. J.), die romantische Novelle Die Dame mit dem Brokatmuff (1931) und den expressionistischen „Science-Fiction“-„Abenteurer-Roman“ Zwei Männer spielen um die Welt (1932), der von der sozialdemokratischen Zeitschrift Bildungsarbeit als „harmloser Lesestoff für den Erregungshungrigen“ kritisiert wurde, wobei aber eigens das „nette Deutsch“ und „die anständige, pazifistische Gesinnung“ lobend hervorgehoben wurden. Ähnlich hat Franz Rottensteiner 1998 im Werkführer durch die utopisch-phantastische Literatur Fischers Werk als „interessanter als die meisten [Romane] seiner Zeit“ eingestuft und als „unterhaltsame[n] Krimi mit guten Einfällen und gelungenen Schilderungen“ gewürdigt. Jüngst hat Matthias Neiden in einer Kurzbesprechung Fischers Roman und dessen Eigenart sehr zutreffend charakterisiert.

Der Reifezeugnis-Vermerk, dass Fischer vom Turnunterricht befreit war und ihm allem Anschein nach auch die Leistung des Wehr- und späteren Weltkriegsdienstes erspart blieb, deutet eine gesundheitliche Beeinträchtigung an, die möglicherweise als Erklärung für Fischers frühes Ableben dienen kann. Fischers Tod wurde durch zahlreiche Nachrufe in regionalen und überregionalen Zeitungen und Zeitschriften beachtet, von denen einer durch den Hinweis auf ein Nachlass-Werk besonders aufhorchen lässt: 

„In den letzten Jahren hatte er sich mit Erfolg der schriftstellerischen Tätigkeit gewidmet. 1932 erschien sein Roman „Zwei Männer spielen um die Welt“. Es war ein überraschend reifes und mit viel Begabung geschriebenes Erstlingswerk, das in Kürze eine Auflage von 10000 Exemplaren erreichte. Vielleicht lag die stärkste Begabung Fischers auf diesem Gebiete. Er steht mit diesem Werk in der Reihe zeitgenössischer Autoren wie Hans Dominik und andere[n], die sich mit Problemen der Zukunft befassen. Professor Fischer hinterlässt noch einen zweiten fertigen Roman, dem der Ruf großer Genialität vorangeht, und den sein Adoptivsohn Kunstmaler Fritz Fischer in Amerika herausbringen wird.“

Doch Fischers Adoptivsohn veröffentlichte nicht Fischers Roman aus dem Nachlass, sondern bot binnen Jahresfrist die berühmte Kunstsammlung zur Versteigerung an: „Das Dorotheum bringt in seiner 450. Kunstauktion diese Woche Freitag und Samstag die weit über die Grenzen Österreichs hinaus bekannte Skulpturensammlung des verstorbenen Professors Adolf J. Fischer, Salzburg [...] zur Versteigerung. [...] Aus dem Nachlass Professor Fischers, dessen Sammlung zu den oft und gern besuchten Salzburger Sehenswürdigkeiten gehörte, verdient vor allem die Schöne Madonna der Sammlung, als ein Hauptstück österreichisch-deutscher Plastik von Michael Pacher, allergrößte Beachtung.“ Bei dieser Auktion wurde die Michael Pacher zugeschriebene, 1,58 m große Schöne Madonna „um 18.500 Schilling [entspricht im Jahr 2010 der Kaufkraft von 57.535.- Euro] an einen Wiener Sammler verkauft“. Auch die zahlreichen anderen Kunstgegenstände der „Skulpturenbestände des Prof. Adolf J. Fischer“ gelangten „bei regem Bewerb der Kauflustigen zum Verkauf“.

## Bekannteste bildnerische Werke
- Ansicht von Grado, Aquarell (Bildersammlung der Kammerhofmuseen Gmunden, Gustav Poll-Stiftung), 1902.[25]
- Empfang Franz Josephs I. durch Kinder in Ischl (Geschenk des Salzkammerguts zum 60-jährigen Regierungsjubiläum), Aquarell, 1908.
- Alexander Schönburg-Hartenstein, Porträt (Österreichisches Parlament, Inv.-Nr. 111-025) (1909).
- Dame mit Schleier, Aquarell (Bildersammlung der Kammerhofmuseen Gmunden, Gustav Poll-Stiftung).[26]
- Straßenschönheit, Aquarell (unbekannter Verbleib, zuletzt Museum Franzisko-Carolinum Linz) (vor 1911 entstanden).
- Pergamentkodex mit Miniaturen (Hochzeitsgeschenk der Stadt Gmunden für Herzog Ernst August von Braunschweig und Viktoria Luise von Preußen), 1913.
- Eisernes Edelweiß, Wehrschild, (Tiroler Landesschützenmuseum, Innsbruck) (1915).
- Antinous (um 1924),
- Dämonen (um 1924),
- Fluviana. In: Eugene Jolas: Transition 16/17. Adolph Johannes Fischer: Fluviana, S. 296–297. (1929).
- Karl Goldmark, Porträt, Lithographie.
- James Joyce, Porträt, Lithographie.

## Werke (Galerie)

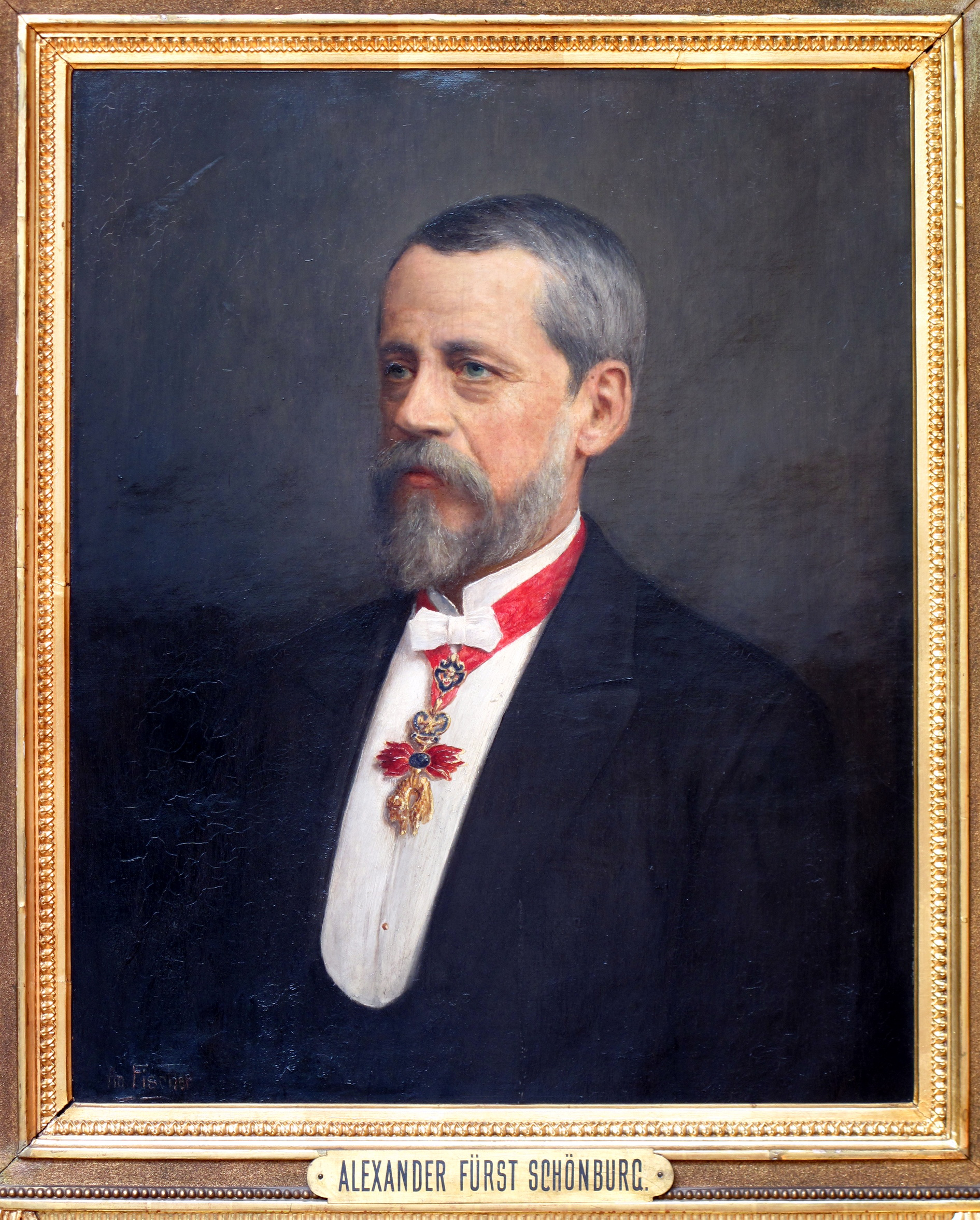
Porträt „Alexander Schönburg-Hartenstein“ (1826–1896)
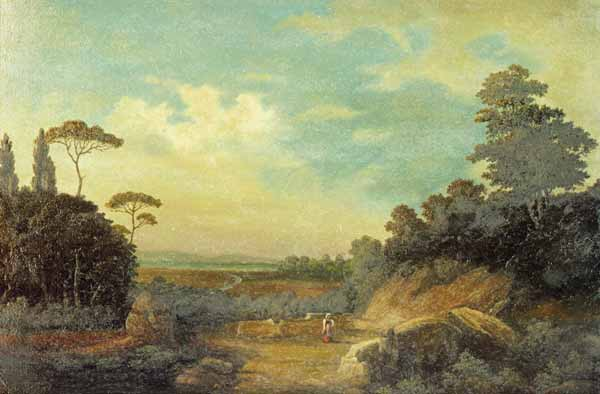
„Italienische Landschaft“ (Öl auf Karton)
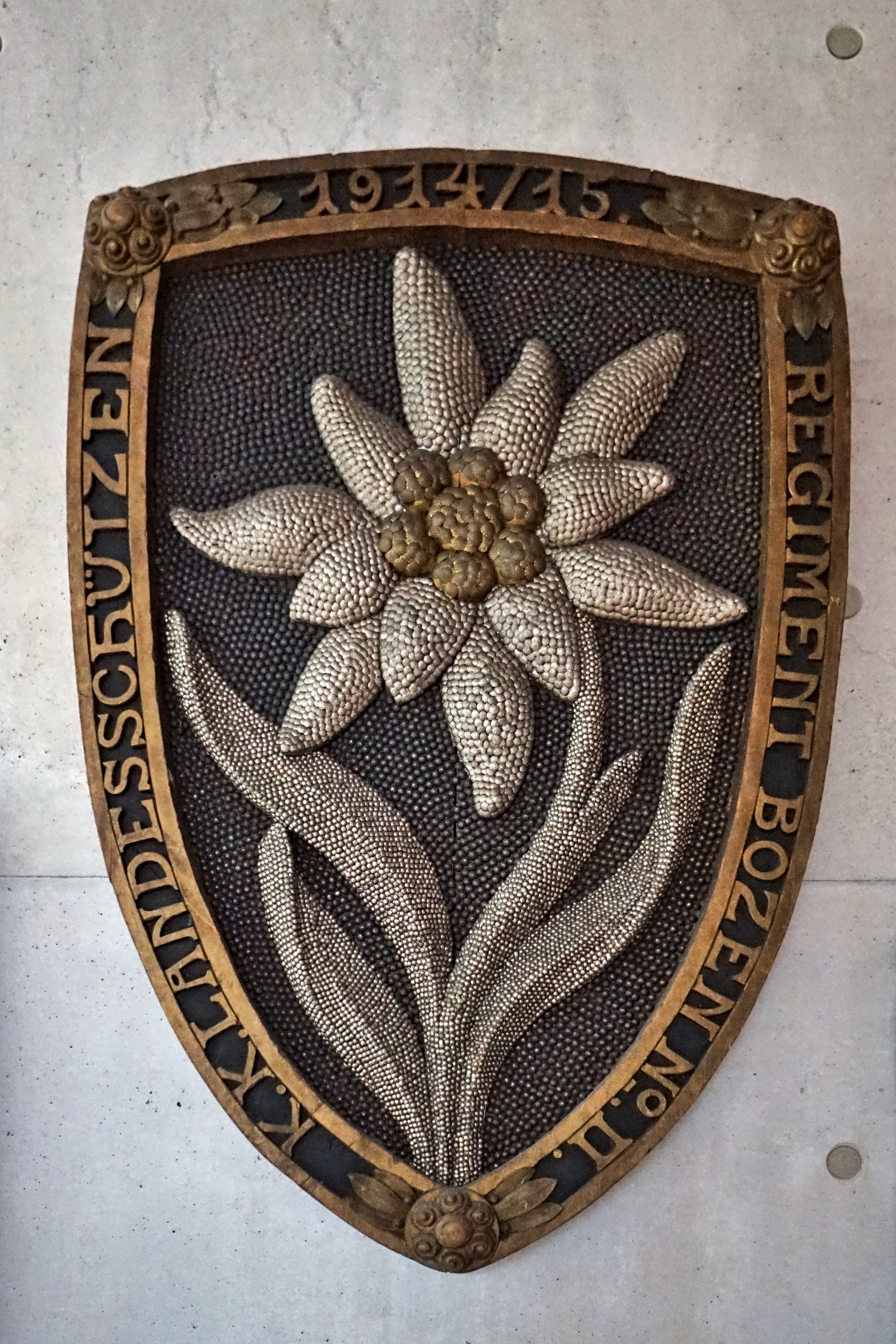
Wehrschild „Eisernes Edelweiß“
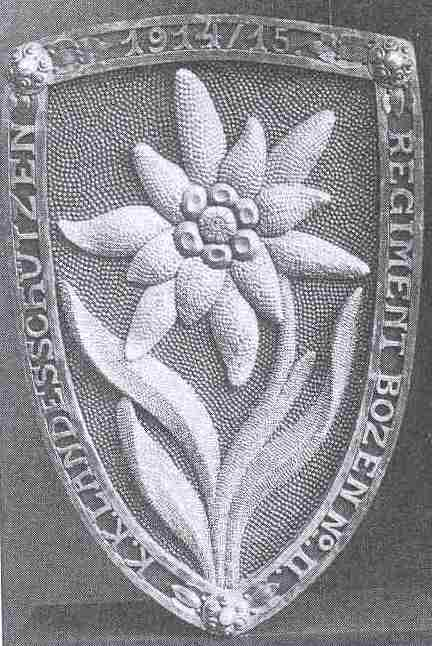
Wehrschild „Eisernes Edelweiß“
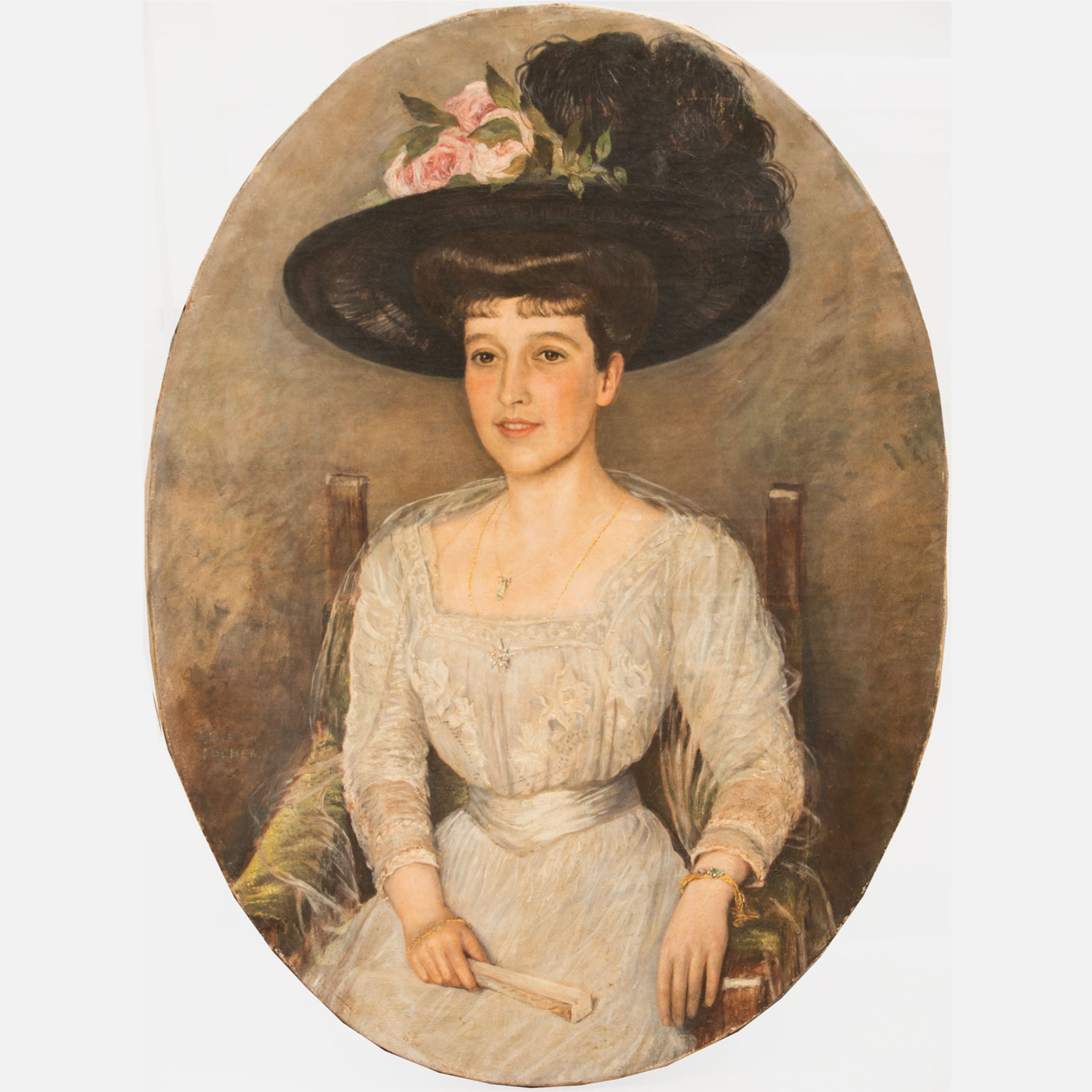
Porträt „Elegante Dame“
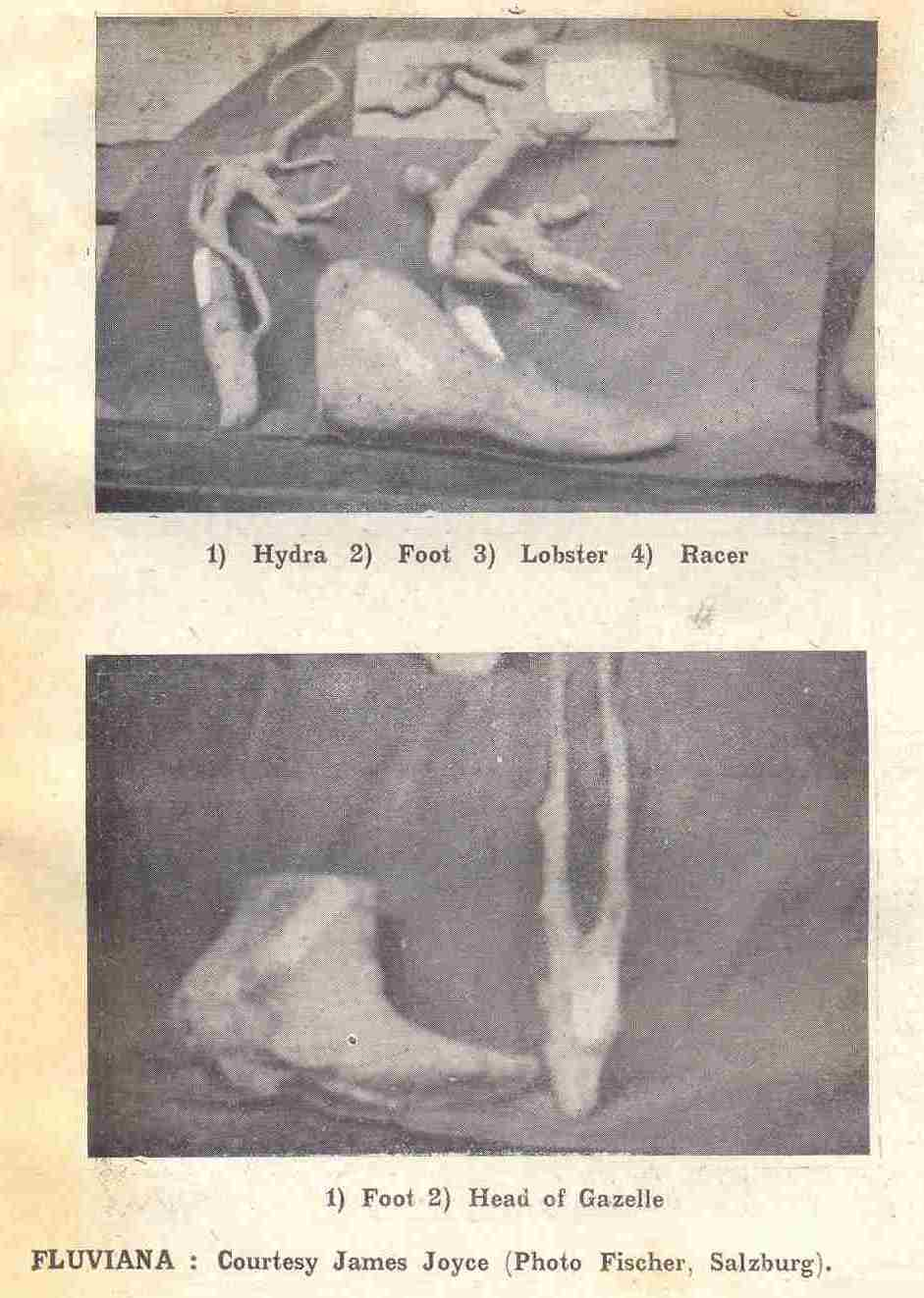
Doppelbild 1: „Fluviana“
Doppelbild 2: „Fluviana“
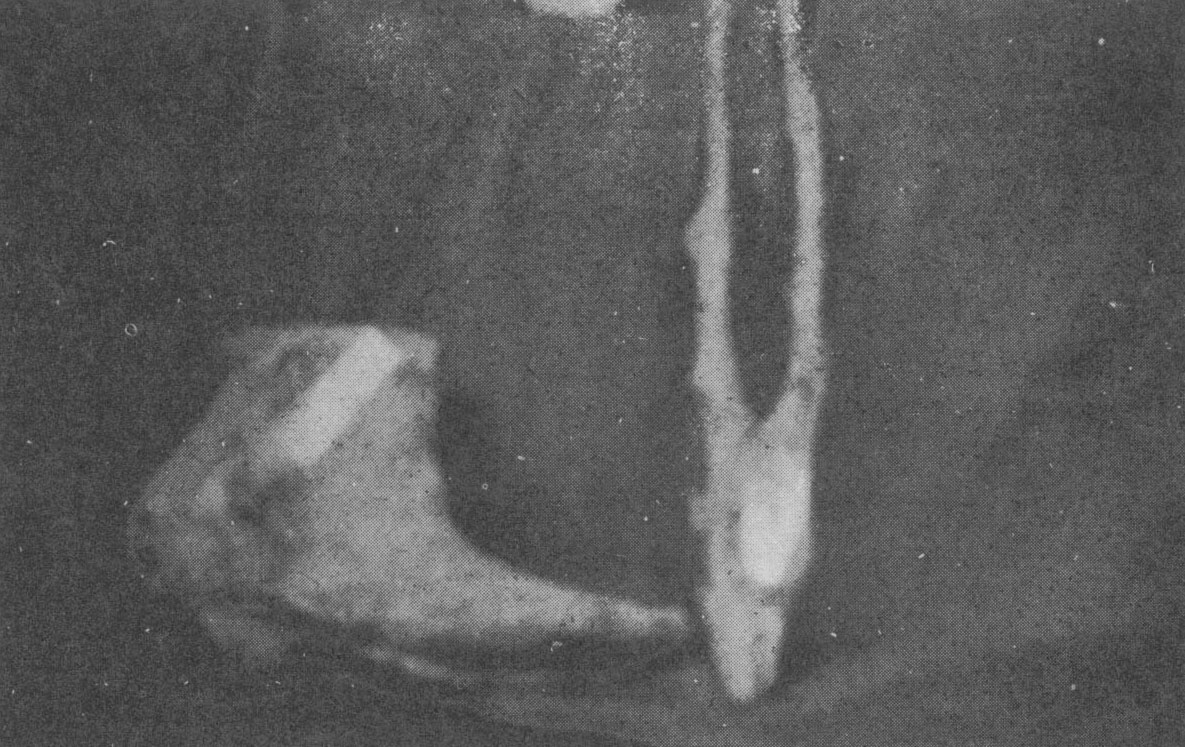
„Fluviana“, Einzelbild 1: „Foot“, „Head of Gazelle“
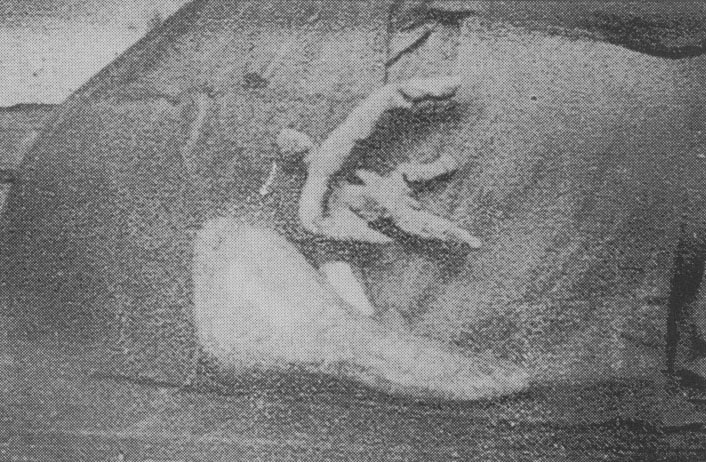
„Fluviana“, Einzelbild 2: „Foot“, „Lobster“

## Publikationen

### Literarische Werke
- San Loretto (Reim-Novelle, 1901) [Nachdruck in „Satan“].
- Nitokris (Drama, Erstaufführung am 3. August 1907, Gmunden, gedruckt 1908).
- Die versunkene Stadt. Lieder eines Toten (1923).
- Satan. Gedichte (1923).
- Ich suche Myriam (Roman, 1924).
- Das hohe Lied (Reimübertragung aus der Bibel), (1924).
- Lu und der Tiger (Komödie in drei Akten) (o. J.).[27]
- Die Dame mit dem Brokatmuff (Novelle) (1931).
- Zwei Männer spielen um die Welt (Science-Fiction-„Abenteurer-Roman“, 1932).
- Das letzte Märchen. Aus der Oper Tausend und eine Nacht (1933/34).

### Kunsthistorische bzw. -pädagogische Schriften
- Die Wiener Kupferstecher „Schmuzer“ im 18. und 19. Jahrhundert. Dissertation an der Universität Wien, 1911.
- Das Kriterium der Kunst. Rede beim ersten „Kongress für Ästhetik und allgemeine Kunstwissenschaft in Berlin“ (1913).
- Neue Wege der Kunsterziehung. Vortrag am „VI. Internationalen Kongress für Zeichnen, Kunstunterricht und angewandte Kunst in Prag“ (1928).